# Kathleen Ollerenshaw
Kathleen Mary Ollerenshaw (DBE, nata Timpson; Withington, 1º ottobre 1912 – Didsbury, 10 agosto 2014) è stata una matematica e politica britannica. 
È stata sindaco di Manchester dal 1975 al 1976 e consulente per questioni educative nel governo di Margaret Thatcher negli anni '80.

## Infanzia e istruzione
È nata come Kathleen Mary Timpson a Withington, Manchester, dove ha frequentato la Lady Barn House School (1918-1926). Era nipote del fondatore dell'azienda di riparazione calzature Timpson, che si era trasferito a Manchester da Kettering e aveva stabilito l'attività lì nel 1870. Ha sviluppato una forte passione per la matematica, ispirata dalla preside della Lady Barn, Miss Jenkin Jones. Durante il periodo scolastico, ha incontrato il suo futuro marito, Robert Ollerenshaw.
Ollerenshaw è diventata completamente sorda all'età di otto anni e ha imparato a leggere il labiale. Si è avvicinata allo studio della matematica poiché non dipende dall'udito. È stata ulteriormente ispirata da una preside della Lady Barn House School che aveva studiato matematica a Cambridge.
Da giovane, ha frequentato la St Leonards School e il Sixth Form College a St Andrews, in Scozia, dove oggi la casa dei giovani studenti maschi porta il suo nome. All'età di 19 anni, è stata ammessa al Somerville College di Oxford per studiare matematica. Ha completato il suo dottorato al Somerville nel 1945 su "Critical Lattices" sotto la supervisione di Theo Chaundy. Ha scritto cinque articoli di ricerca originali che le hanno permesso di ottenere il suo dottorato senza la necessità di una tesi formale.
Durante gli studi universitari, si è fidanzata con Robert Ollerenshaw, che sarebbe diventato un noto chirurgo militare (Colonnello R.G.W. Ollerenshaw, ERD, TD, BM, DMRD) e un pioniere dell'illustrazione medica. Si sono sposati nel settembre 1939 e hanno avuto due figli, Charles (1941-1999) e Florence (1946-1972). Nel 1942 ha subito un aborto spontaneo e "ha pianto ininterrottamente per tre giorni" a causa dello stress quando suo marito è stato inviato all'estero per il servizio di guerra in prima linea.

## Carriera
Dopo la Seconda Guerra Mondiale gli Ollerenshaw si trasferirono a Manchester, dove Kathleen lavorava come insegnante part-time presso il dipartimento di matematica dell'Università di Manchester mentre cresceva i suoi figli e continuava il suo lavoro sui reticoli. Nel 1949, all'età di 37 anni, ricevette il suo primo efficace apparecchio acustico.

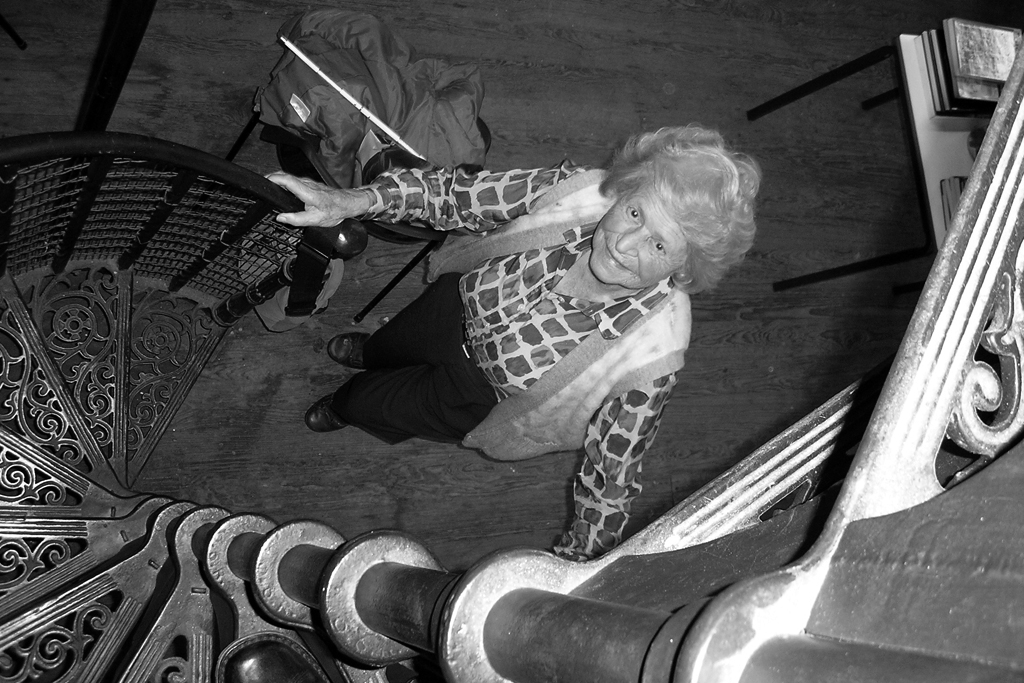
Kathleen Ollerenshaw, all'età di 95 anni, alla Manchester Astronomical Society nel 2007

Al di fuori dell'accademia, Ollerenshaw fu consigliera conservatrice per Rusholme per venticinque anni (1954-79), membro del comitato finanziario del consiglio comunale (1968-71), presidente del comitato per l'istruzione dell'Associazione di corporazioni municipali (1967-71), sindaco di Manchester (1975-76), alto sceriffo della Greater Manchester dal 1978 al 1979 e il principale motivatore nella creazione del Royal Northern College of Music. Fu nominata "Freeman of the City of Manchester" e fu consigliera in materia educativa per il governo di Margaret Thatcher negli anni '80.
Fu presidente dell'Institute of Mathematics and its Applications dal 1978 al 1979. Pubblicò almeno 26 articoli matematici, il suo contributo più noto riguardava le matrici magiche. Alla sua morte, ha lasciato un'eredità fiduciaria per sostenere illustri visitatori della ricerca e attività di impegno pubblico presso la School of Mathematics. In suo onore è intitolata una conferenza pubblica annuale all'università.
Astronoma amatoriale, Ollerenshaw donò il suo telescopio all'Università di Lancaster e un osservatorio che ha preso il suo nome. Fu membro onorario della Manchester Astronomical Society e ricoprì la carica di vicepresidente per alcuni anni.
Ollerenshaw frequentò la St Leonards School di St Andrews, e ne fu presidente dal 1981 al 2003. Fu succeduta da Baroness Byford, portavoce conservatrice alla Camera dei lord. Compì 100 anni nell'ottobre del 2012.
Muore a Didsbury il 10 agosto 2014, all'età di 101 anni. Suo marito e i suoi due figli erano morti prima di lei.

## Onorificenze
- Nel 1970, Ollerenshaw è stata nominata Dama Commendatore dell'Ordine dell'Impero Britannico per i servizi resi all'educazione.
- Il compositore Sir Peter Maxwell Davies le ha dedicato il suo Naxos Quartet No.9.[14]